# Gabriel Torres
Gabriel Arturo Torres Tejada, meglio noto come Gabriel Torres (Panama, 31 ottobre 1988), è un calciatore panamense, attaccante dell'Dep. Antofagasta, in prestito dall'Universidad de Chile, e della nazionale panamense.

## Carriera

### Nazionale
Esordisce in nazionale nel 2005, all'età di sedici anni, contro Trinidad e Tobago. Nel 2013 vince, a pari merito con Landon Donovan e Chris Wondolowski, il titolo cannonieri della CONCACAF Gold Cup.
Viene convocato per la Copa América Centenario del 2016.

## Statistiche

### Cronologia presenze e reti in nazionale
| Cronologia completa delle presenze e delle reti in nazionale ― Panama | Cronologia completa delle presenze e delle reti in nazionale ― Panama | Cronologia completa delle presenze e delle reti in nazionale ― Panama | Cronologia completa delle presenze e delle reti in nazionale ― Panama | Cronologia completa delle presenze e delle reti in nazionale ― Panama | Cronologia completa delle presenze e delle reti in nazionale ― Panama | Cronologia completa delle presenze e delle reti in nazionale ― Panama | Cronologia completa delle presenze e delle reti in nazionale ― Panama |
| Data                                                                  | Città                                                                 | In casa                                                               | Risultato                                                             | Ospiti                                                                | Competizione                                                          | Reti                                                                  | Note                                                                  |
| --------------------------------------------------------------------- | --------------------------------------------------------------------- | --------------------------------------------------------------------- | --------------------------------------------------------------------- | --------------------------------------------------------------------- | --------------------------------------------------------------------- | --------------------------------------------------------------------- | --------------------------------------------------------------------- |
| 8-10-2005                                                             | Panama                                                                | Panama                                                                | 0 – 1                                                                 | Trinidad e Tobago                                                     | Qual. Mondiali 2006                                                   | -                                                                     | 77’                                                                   |
| 12-10-2005                                                            | Washington                                                            | Stati Uniti                                                           | 2 – 0                                                                 | Panama                                                                | Qual. Mondiali 2006                                                   | -                                                                     | 61’                                                                   |
| 16-8-2006                                                             | Lima                                                                  | Perù                                                                  | 0 – 2                                                                 | Panama                                                                | Amichevole                                                            | -                                                                     | 68’                                                                   |
| 6-9-2006                                                              | Città del Guatemala                                                   | Guatemala                                                             | 1 – 2                                                                 | Panama                                                                | Amichevole                                                            | 1                                                                     | 75’                                                                   |
| 7-10-2006                                                             | Panama                                                                | Panama                                                                | 1 – 0                                                                 | El Salvador                                                           | Amichevole                                                            | -                                                                     | 68’                                                                   |
| 19-11-2006                                                            | Panama                                                                | Panama                                                                | 1 – 2                                                                 | Perù                                                                  | Amichevole                                                            | -                                                                     | 46’                                                                   |
| 12-2-2007                                                             | San Salvador                                                          | Honduras                                                              | 1 – 1                                                                 | Panama                                                                | Coppa delle nazioni UNCAF 2007 - 1º turno                             | -                                                                     | 67’                                                                   |
| 14-2-2007                                                             | San Salvador                                                          | Costa Rica                                                            | 1 – 0                                                                 | Panama                                                                | Coppa delle nazioni UNCAF 2007 - 1º turno                             | -                                                                     | 62’                                                                   |
| 16-2-2007                                                             | San Salvador                                                          | Panama                                                                | 2 – 0                                                                 | Guatemala                                                             | Coppa delle nazioni UNCAF 2007 - Semifinale                           | -                                                                     | 58’                                                                   |
| 22-8-2007                                                             | Panama                                                                | Panama                                                                | 2 – 1                                                                 | Guatemala                                                             | Amichevole                                                            | -                                                                     |                                                                       |
| 4-6-2008                                                              | Fort Lauderdale                                                       | Canada                                                                | 2 – 2                                                                 | Panama                                                                | Amichevole                                                            | -                                                                     |                                                                       |
| 20-8-2008                                                             | Santa Cruz de la Sierra                                               | Bolivia                                                               | 1 – 0                                                                 | Panama                                                                | Amichevole                                                            | -                                                                     | 35’, 40’                                                              |
| 23-1-2009                                                             | Tegucigalpa                                                           | Costa Rica                                                            | 3 – 0                                                                 | Panama                                                                | Coppa delle nazioni UNCAF 2009 - 1º turno                             | -                                                                     | 79’                                                                   |
| 30-1-2009                                                             | Tegucigalpa                                                           | Honduras                                                              | 0 – 1                                                                 | Panama                                                                | Coppa delle nazioni UNCAF 2009 - Semifinale                           | -                                                                     | 64’                                                                   |
| 1-2-2009                                                              | Tegucigalpa                                                           | Costa Rica                                                            | 0 – 0 (3 - 5 dtr)                                                     | Panama                                                                | Coppa delle nazioni UNCAF 2007 - Finale                               | -                                                                     | 63’ 69’                                                               |
| 20-1-2010                                                             | Coquimbo                                                              | Cile                                                                  | 2 – 1                                                                 | Panama                                                                | Amichevole                                                            | -                                                                     | 55’                                                                   |
| 9-10-2010                                                             | Panama                                                                | Panama                                                                | 1 – 0                                                                 | El Salvador                                                           | Amichevole                                                            | -                                                                     | 88’                                                                   |
| 12-10-2010                                                            | Panama                                                                | Panama                                                                | 1 – 0                                                                 | Perù                                                                  | Amichevole                                                            | 1                                                                     | 63’                                                                   |
| 26-10-2010                                                            | Panama                                                                | Panama                                                                | 0 – 3                                                                 | Cuba                                                                  | Amichevole                                                            | -                                                                     | 69’                                                                   |
| 17-11-2010                                                            | Panama                                                                | Panama                                                                | 2 – 0                                                                 | Honduras                                                              | Amichevole                                                            | -                                                                     | 73’                                                                   |
| 15-1-2011                                                             | Panama                                                                | Panama                                                                | 2 – 0                                                                 | Nicaragua                                                             | Coppa centroamericana 2011 - 1º turno                                 | -                                                                     | 68’                                                                   |
| 17-1-2011                                                             | Panama                                                                | Panama                                                                | 2 – 0                                                                 | El Salvador                                                           | Coppa centroamericana 2011 - 1º turno                                 | -                                                                     |                                                                       |
| 21-1-2011                                                             | Panama                                                                | Panama                                                                | 1 – 1 dts (2-4 dtr)                                                   | Costa Rica                                                            | Coppa centroamericana 2011                                            | -                                                                     | 69’                                                                   |
| 23-1-2011                                                             | Panama                                                                | Panama                                                                | 0 – 0 dts (5-4 dtr)                                                   | El Salvador                                                           | Coppa centroamericana 2011                                            | -                                                                     |                                                                       |
| 8-2-2011                                                              | Moquegua                                                              | Perù                                                                  | 1 – 0                                                                 | Panama                                                                | Amichevole                                                            | -                                                                     | 46’                                                                   |
| 25-3-2011                                                             | Panama                                                                | Panama                                                                | 2 – 0                                                                 | Bolivia                                                               | Amichevole                                                            | -                                                                     | 67’                                                                   |
| 29-3-2011                                                             | L'Avana                                                               | Cuba                                                                  | 0 – 2                                                                 | Panama                                                                | Amichevole                                                            | -                                                                     | 46’                                                                   |
| 29-5-2011                                                             | Panama                                                                | Panama                                                                | 2 – 0                                                                 | Grenada                                                               | Amichevole                                                            | -                                                                     | 46’                                                                   |
| 12-6-2011                                                             | Houston                                                               | Stati Uniti                                                           | 1 – 2                                                                 | Panama                                                                | Gold Cup 2011 - 1º turno                                              | -                                                                     | 70’                                                                   |
| 22-6-2011                                                             | Houston                                                               | Stati Uniti                                                           | 1 – 0                                                                 | Panama                                                                | Gold Cup 2011 - Semifinale                                            | -                                                                     | 86’                                                                   |
| 7-9-2011                                                              | Managua                                                               | Nicaragua                                                             | 1 – 2                                                                 | Panama                                                                | Qual. Mondiali 2014                                                   | -                                                                     | 70’                                                                   |
| 14-11-2012                                                            | Panama                                                                | Panama                                                                | 1 – 5                                                                 | Spagna                                                                | Amichevole                                                            | -                                                                     | 46’                                                                   |
| 1-6-2013                                                              | Panama                                                                | Panama                                                                | 1 – 2                                                                 | Perù                                                                  | Amichevole                                                            | -                                                                     | 57’                                                                   |
| 11-6-2013                                                             | Seattle                                                               | Stati Uniti                                                           | 2 – 0                                                                 | Panama                                                                | Qual. Mondiali 2014                                                   | -                                                                     | 78’                                                                   |
| 18-6-2013                                                             | San José                                                              | Costa Rica                                                            | 2 – 0                                                                 | Panama                                                                | Qual. Mondiali 2014                                                   | -                                                                     | 69’                                                                   |
| 7-7-2013                                                              | Pasadena                                                              | Panama                                                                | 2 – 1                                                                 | Messico                                                               | Gold Cup 2013 - 1º Turno                                              | 2                                                                     | 84’                                                                   |
| 11-7-2013                                                             | Seattle                                                               | Panama                                                                | 1 – 0                                                                 | Martinica                                                             | Gold Cup 2013 - 1º Turno                                              | 1                                                                     | 87’                                                                   |
| 20-7-2013                                                             | Atlanta                                                               | Panama                                                                | 6 – 1                                                                 | Cuba                                                                  | Gold Cup 2013 - Quarti                                                | 2                                                                     | 80’                                                                   |
| 24-7-2013                                                             | Arlington                                                             | Panama                                                                | 2 – 1                                                                 | Messico                                                               | Gold Cup 2013 - Semifinale                                            | -                                                                     | 75’                                                                   |
| 28-7-2013                                                             | Chicago                                                               | Stati Uniti                                                           | 1 – 0                                                                 | Panama                                                                | Gold Cup 2013 - Finale                                                | -                                                                     | 64’                                                                   |
| 7-9-2013                                                              | Panama                                                                | Panama                                                                | 0 – 0                                                                 | Giamaica                                                              | Qual. Mondiali 2014                                                   | -                                                                     |                                                                       |
| 11-9-2013                                                             | Tegucigalpa                                                           | Honduras                                                              | 2 – 2                                                                 | Panama                                                                | Qual. Mondiali 2014                                                   | 1                                                                     |                                                                       |
| 11-10-2013                                                            | Città del Messico                                                     | Messico                                                               | 2 – 1                                                                 | Panama                                                                | Qual. Mondiali 2014                                                   | -                                                                     | 78’                                                                   |
| 16-10-2013                                                            | Panama                                                                | Panama                                                                | 2 – 3                                                                 | Stati Uniti                                                           | Qual. Mondiali 2014                                                   | 1                                                                     |                                                                       |
| 1-6-2014                                                              | Bridgeview                                                            | Panama                                                                | 1 – 1                                                                 | Serbia                                                                | Amichevole                                                            | -                                                                     | 90+1’                                                                 |
| 3-6-2014                                                              | Goiânia                                                               | Brasile                                                               | 4 – 0                                                                 | Panama                                                                | Amichevole                                                            | -                                                                     | 56’                                                                   |
| 11-9-2014                                                             | Houston                                                               | Nicaragua                                                             | 0 – 2                                                                 | Panama                                                                | Coppa centroamericana 2014 - 1º turno                                 | -                                                                     | 68’                                                                   |
| 14-9-2014                                                             | Los Angeles                                                           | El Salvador                                                           | 0 – 1                                                                 | Panama                                                                | Coppa centroamericana 2014 - Finale 3º posto                          | -                                                                     | 51’                                                                   |
| 19-11-2014                                                            | Panama                                                                | Panama                                                                | 0 – 0                                                                 | Canada                                                                | Amichevole                                                            | -                                                                     | 59’                                                                   |
| 11-7-2015                                                             | Foxborough                                                            | Honduras                                                              | 1 – 1                                                                 | Panama                                                                | Gold Cup 2015 - 1º turno                                              | -                                                                     | 88’                                                                   |
| 19-7-2015                                                             | East Rutherford                                                       | Trinidad e Tobago                                                     | 1 – 1 dts (5 - 6 dtr)                                                 | Panama                                                                | Gold Cup 2015 - Quarti                                                | -                                                                     | 83’                                                                   |
| 9-10-2015                                                             | Panama                                                                | Panama                                                                | 1 – 2                                                                 | Trinidad e Tobago                                                     | Amichevole                                                            | -                                                                     | 80’                                                                   |
| 29-3-2016                                                             | Panama                                                                | Panama                                                                | 1 – 0                                                                 | Haiti                                                                 | Qual. Mondiali 2018                                                   | -                                                                     | 65’                                                                   |
| 7-6-2016                                                              | Orlando                                                               | Panama                                                                | 2 – 1                                                                 | Bolivia                                                               | Coppa America Centenario - 1º turno                                   | -                                                                     | 56’                                                                   |
| 15-6-2016                                                             | Filadelfia                                                            | Cile                                                                  | 4 – 2                                                                 | Panama                                                                | Coppa America Centenario - 1º turno                                   | -                                                                     | 46’                                                                   |
| 3-9-2016                                                              | Panama                                                                | Panama                                                                | 2 – 0                                                                 | Giamaica                                                              | Qual. Mondiali 2018                                                   | 1                                                                     | 82’                                                                   |
| 10-11-2016                                                            | San Pedro Sula                                                        | Honduras                                                              | 0 – 1                                                                 | Panama                                                                | Qual. Mondiali 2018                                                   | -                                                                     | 90’                                                                   |
| 15-11-2016                                                            | Panama                                                                | Panama                                                                | 0 – 0                                                                 | Messico                                                               | Qual. Mondiali 2018                                                   | -                                                                     | 80’                                                                   |
| 25-3-2017                                                             | Port of Spain                                                         | Trinidad e Tobago                                                     | 1 – 0                                                                 | Panama                                                                | Qual. Mondiali 2018                                                   | -                                                                     | 64’                                                                   |
| 29-3-2017                                                             | Panama                                                                | Panama                                                                | 1 – 1                                                                 | Stati Uniti                                                           | Qual. Mondiali 2018                                                   | -                                                                     |                                                                       |
| 14-6-2017                                                             | Panama                                                                | Panama                                                                | 2 – 2                                                                 | Honduras                                                              | Qual. Mondiali 2018                                                   | -                                                                     |                                                                       |
| 8-7-2017                                                              | Nashville                                                             | Stati Uniti                                                           | 1 – 1                                                                 | Panama                                                                | Gold Cup 2017 - 1º turno                                              | -                                                                     |                                                                       |
| 13-7-2017                                                             | Tampa                                                                 | Panama                                                                | 2 – 1                                                                 | Nicaragua                                                             | Gold Cup 2017 - 1º turno                                              | 1                                                                     |                                                                       |
| 15-7-2017                                                             | Cleveland                                                             | Panama                                                                | 3 – 0                                                                 | Martinica                                                             | Gold Cup 2017 - 1º turno                                              | 1                                                                     | 56’ 72’                                                               |
| 20-7-2017                                                             | Filadelfia                                                            | Costa Rica                                                            | 1 – 0                                                                 | Panama                                                                | Gold Cup 2017 - Quarti di finale                                      | -                                                                     |                                                                       |
| 2-9-2017                                                              | Città del Messico                                                     | Messico                                                               | 1 – 0                                                                 | Panama                                                                | Qual. Mondiali 2018                                                   | -                                                                     | 64’                                                                   |
| 6-9-2017                                                              | Panama                                                                | Panama                                                                | 3 – 0                                                                 | Trinidad e Tobago                                                     | Qual. Mondiali 2018                                                   | 1                                                                     |                                                                       |
| 6-10-2017                                                             | Orlando                                                               | Stati Uniti                                                           | 4 – 0                                                                 | Panama                                                                | Qual. Mondiali 2018                                                   | -                                                                     |                                                                       |
| 10-10-2017                                                            | Panama                                                                | Panama                                                                | 2 – 1                                                                 | Costa Rica                                                            | Qual. Mondiali 2018                                                   | 1                                                                     | 78’                                                                   |
| 9-11-2017                                                             | Graz                                                                  | Iran                                                                  | 2 – 1                                                                 | Panama                                                                | Amichevole                                                            | 1                                                                     |                                                                       |
| 14-11-2017                                                            | Cardiff                                                               | Galles                                                                | 1 – 1                                                                 | Panama                                                                | Amichevole                                                            | -                                                                     | 64’                                                                   |
| 27-3-2018                                                             | Basilea                                                               | Svizzera                                                              | 6 – 0                                                                 | Panama                                                                | Amichevole                                                            | -                                                                     | 46’                                                                   |
| 6-6-2018                                                              | Oslo                                                                  | Norvegia                                                              | 1 – 0                                                                 | Panama                                                                | Amichevole                                                            | -                                                                     | 46’                                                                   |
| 18-6-2018                                                             | Soči                                                                  | Belgio                                                                | 3 – 0                                                                 | Panama                                                                | Mondiali 2018 - 1º turno                                              | -                                                                     | 63’                                                                   |
| 28-6-2018                                                             | Saransk                                                               | Panama                                                                | 1 – 2                                                                 | Tunisia                                                               | Mondiali 2018 - 1º turno                                              | -                                                                     | 46’                                                                   |
| 11-9-2018                                                             | Panama                                                                | Panama                                                                | 0 – 2                                                                 | Venezuela                                                             | Amichevole                                                            | -                                                                     | 65’                                                                   |
| 12-10-2018                                                            | Niigata                                                               | Giappone                                                              | 3 – 0                                                                 | Panama                                                                | Amichevole                                                            | -                                                                     | 75’                                                                   |
| 16-10-2018                                                            | Cheonan                                                               | Corea del Sud                                                         | 2 – 2                                                                 | Panama                                                                | Amichevole                                                            | -                                                                     | 75’                                                                   |
| 23-3-2019                                                             | Porto                                                                 | Brasile                                                               | 1 – 1                                                                 | Panama                                                                | Amichevole                                                            | -                                                                     | 74’                                                                   |
| 4-6-2019                                                              | Bogotà                                                                | Colombia                                                              | 3 – 0                                                                 | Panama                                                                | Amichevole                                                            | -                                                                     | 56’                                                                   |
| 19-6-2019                                                             | Saint Paul                                                            | Panama                                                                | 2 – 0                                                                 | Trinidad e Tobago                                                     | Gold Cup 2019 - 1º turno                                              | -                                                                     | 85’                                                                   |
| 22-6-2019                                                             | Cleveland                                                             | Guyana                                                                | 2 – 4                                                                 | Panama                                                                | Gold Cup 2019 - 1º turno                                              | 1                                                                     | 73’                                                                   |
| 26-6-2019                                                             | Kansas City                                                           | Panama                                                                | 0 – 1                                                                 | Stati Uniti                                                           | Gold Cup 2019 - 1º turno                                              | -                                                                     | 63’                                                                   |
| 30-6-2019                                                             | Filadelfia                                                            | Giamaica                                                              | 1 – 0                                                                 | Panama                                                                | Gold Cup 2019 - Quarti di finale                                      | -                                                                     | 60’                                                                   |
| 5-9-2019                                                              | Devonshire                                                            | Bermuda                                                               | 1 – 4                                                                 | Panama                                                                | CONCACAF Nations League 2019-2020 - 2º turno                          | 2                                                                     | 36’ 74’                                                               |
| 8-9-2019                                                              | Panama                                                                | Panama                                                                | 0 – 2                                                                 | Bermuda                                                               | CONCACAF Nations League 2019-2020 - 2º turno                          | -                                                                     |                                                                       |
| 16-10-2019                                                            | Città del Messico                                                     | Messico                                                               | 3 – 1                                                                 | Panama                                                                | CONCACAF Nations League 2019-2020 - 2º turno                          | -                                                                     |                                                                       |
| 16-11-2019                                                            | Panama                                                                | Panama                                                                | 0 – 3                                                                 | Messico                                                               | CONCACAF Nations League 2019-2020 - 2º turno                          | -                                                                     |                                                                       |
| 12-11-2020                                                            | Graz                                                                  | Giappone                                                              | 1 – 0                                                                 | Panama                                                                | Amichevole                                                            | -                                                                     | 81’                                                                   |
| 16-11-2020                                                            | Wiener Neustadt                                                       | Stati Uniti                                                           | 6 – 2                                                                 | Panama                                                                | Amichevole                                                            | -                                                                     | 46’ 73’                                                               |
| 25-3-2021                                                             | Santo Domingo                                                         | Panama                                                                | 1 – 0                                                                 | Barbados                                                              | Qual. Mondiali 2022                                                   | -                                                                     | 65’                                                                   |
| 28-3-2021                                                             | Santo Domingo                                                         | Dominica                                                              | 1 – 2                                                                 | Panama                                                                | Qual. Mondiali 2022                                                   | -                                                                     | 63’                                                                   |
| 5-6-2021                                                              | Panama                                                                | Anguilla                                                              | 0 – 13                                                                | Panama                                                                | Qual. Mondiali 2022                                                   | 4                                                                     |                                                                       |
| 12-6-2021                                                             | Panama                                                                | Panama                                                                | 2 – 1                                                                 | Curaçao                                                               | Qual. Mondiali 2022                                                   | -                                                                     | 77’                                                                   |
| 30-6-2021                                                             | Nashville                                                             | Messico                                                               | 3 – 0                                                                 | Panama                                                                | Amichevole                                                            | -                                                                     | 60’                                                                   |
| 20-7-2021                                                             | Orlando                                                               | Panama                                                                | 3 – 1                                                                 | Grenada                                                               | Gold Cup 2021 - 1º turno                                              | -                                                                     |                                                                       |
| 7-10-2021                                                             | San Salvador                                                          | El Salvador                                                           | 1 – 0                                                                 | Panama                                                                | Qual. Mondiali 2022                                                   | -                                                                     | 78’                                                                   |
| 13-10-2021                                                            | Toronto                                                               | Canada                                                                | 4 – 1                                                                 | Panama                                                                | Qual. Mondiali 2022                                                   | -                                                                     | 77’                                                                   |
| 27-1-2022                                                             | San José                                                              | Costa Rica                                                            | 1 – 0                                                                 | Panama                                                                | Qual. Mondiali 2022                                                   | -                                                                     | 75’                                                                   |
| 27-3-2022                                                             | Orlando                                                               | Stati Uniti                                                           | 5 – 1                                                                 | Panama                                                                | Qual. Mondiali 2022                                                   | -                                                                     | 46’                                                                   |
| 30-3-2022                                                             | Panama                                                                | Panama                                                                | 1 – 0                                                                 | Canada                                                                | Qual. Mondiali 2022                                                   | 1                                                                     | 86’                                                                   |
| 3-6-2022                                                              | Panama                                                                | Panama                                                                | 2 – 0                                                                 | Costa Rica                                                            | CONCACAF Nations League 2022-2023 - 1º turno                          | -                                                                     | 77’                                                                   |
| 10-6-2022                                                             | Panama                                                                | Panama                                                                | 5 – 0                                                                 | Martinica                                                             | CONCACAF Nations League 2022-2023 - 1º turno                          | 1                                                                     |                                                                       |
| 13-6-2022                                                             | Fort-de-France                                                        | Martinica                                                             | 0 – 0                                                                 | Panama                                                                | CONCACAF Nations League 2022-2023 - 1º turno                          | -                                                                     | 74’                                                                   |
| Totale                                                                |                                                                       | Presenze (9º posto)                                                   | 104                                                                   |                                                                       | Reti (3º posto)                                                       | 24                                                                    |                                                                       |

## Palmarès

### Club

#### Competizioni internazionali
- Coppa Sudamericana: 1

Independiente del Valle: 2019

### Individuale
- Capocannoniere della CONCACAF Gold Cup: 1

2013 (5 gol, a pari merito con Landon Donovan e Chris Wondolowski)